# Анит (сын Антемиона)
Анит (др.-греч. Ἄνυτος) — афинский политик и стратег V—IV веков до н. э., главный обвинитель Сократа на судебном процессе 399 года до н. э.
Анит происходил из богатой, но незнатной афинской семьи. В течение жизни занимал должности члена Совета пятисот, стратега, в 404—403 годах до н. э. являлся одним из лидеров оппозиции к режиму Тридцати тиранов, а затем демократической партии. Был близок к кругу последователей Сократа. О знакомстве и беседах Сократа с Анитом писали их современники Платон и Ксенофонт. После ссоры с философом Анит стал главным инициатором судебного процесса, который завершился казнью Сократа.

## Политическая карьера
Анит происходил из семьи быстро разбогатевших людей из низкого сословия, владевших кожевенными мастерскими. Сведения о происхождении Анита присутствуют в диалоге Платона «Менон». Там он назван сыном Антемиона «человека мудрого и богатого, который разбогател не случайно и не благодаря чьему-нибудь подарку, […], но благодаря собственной мудрости и усердию». В 413/412 или 412/411 годах до н. э. Анит был членом Совета пятисот — высшего, после Народного собрания, органа исполнительной власти в Древних Афинах. В промежутке между 410 и 408 годами до н. э. его назначили стратегом. Аниту, во главе армии на тридцати триремах, поручили защитить, осаждаемый спартанцами, Пилос. Флот, вследствие бурь, даже не доплыл до города и вернулся обратно. Такой поступок возмутил афинян, которые обвинили нерадивого полководца в измене и посадили в тюрьму. По свидетельству нескольких античных источников, в том числе «Афинской политии» Аристотеля, Анит вышел на свободу лишь после того, как дал взятки должностным лицам. Согласно Аристотелю, Диодору Сицилийскому и Плутарху это был первый случай подкупа судей в Афинах.
После поражения в Пелопоннесской войне (431—404 годы до н. э.) со Спартой в Афинах встал вопрос о государственном устройстве. Аристотель называет имя Анита среди наиболее значимых сторонников сохранения «отеческого строя», то есть, по всей видимости, демократии. После установления олигархического режима Тридцати тиранов последние изгнали некоторых влиятельных политиков из Афин, среди которых были Фрасибул и Анит. Изгнанники перебрались в Фивы и начали собирать под свои знамёна сторонников восстановления демократии. Анит, вместе с Фрасибулом и Архином, стал одним из руководителей оппозиции к тиранам. После победы над тиранами в 403 году до н. э. он стал влиятельным и уважаемым политиком Древних Афин. Так, в речи Андокида «О мистериях» 400/399 года до н. э. оратор называет одного из своих заступников Анита тем, «кто уже представил вам доказательства своей величайшей преданности интересам народа».

## Взаимоотношения с Алкивиадом
С именем Анита связан описанный у Плутарха анекдот в жизнеописании Алкивиада. Согласно данному источнику Анит был безответно влюблён в Алкивиада. Как-то раз Анит пригласил Алкивиада на пир. Тот проигнорировал приглашение, но, напившись с друзьями, чуть позже пришёл в гости. Алкивиад приказал рабам забрать со столов половину утвари, включая золотые и серебряные кубки, и отнести к себе домой. На возмущение присутствовавших гостей Анит отвечал, что Алкивиад «обнаружил сдержанность и снисходительность: ведь он оставил нам эту половину, меж тем как мог забрать всё».
Историки не рассматривают данный анекдот всерьёз по нескольким причинам. Во-первых, сходная история описана у Афинея, только вместо Алкивиада упомянут некий бедняк Фрасилл. Во-вторых, во всём массиве античной литературы нет других совместных упоминаний Алкивиада и Анита. Учитывая известность Алкивиада, любовная связь должна была найти отображение и в других, кроме за авторством Плутарха, источниках. Кроме того Анит, в первую очередь, известен потомкам в качестве обвинителя Сократа. Поэтому в каком-то из трактатов последователей Сократа могла быть специально выведена порочащая Анита страсть к мужчинам. Плутарх, по всей видимости, поместил данный эпизод в свои сочинения без какого-либо анализа источника информации.

## Обвинение Сократа

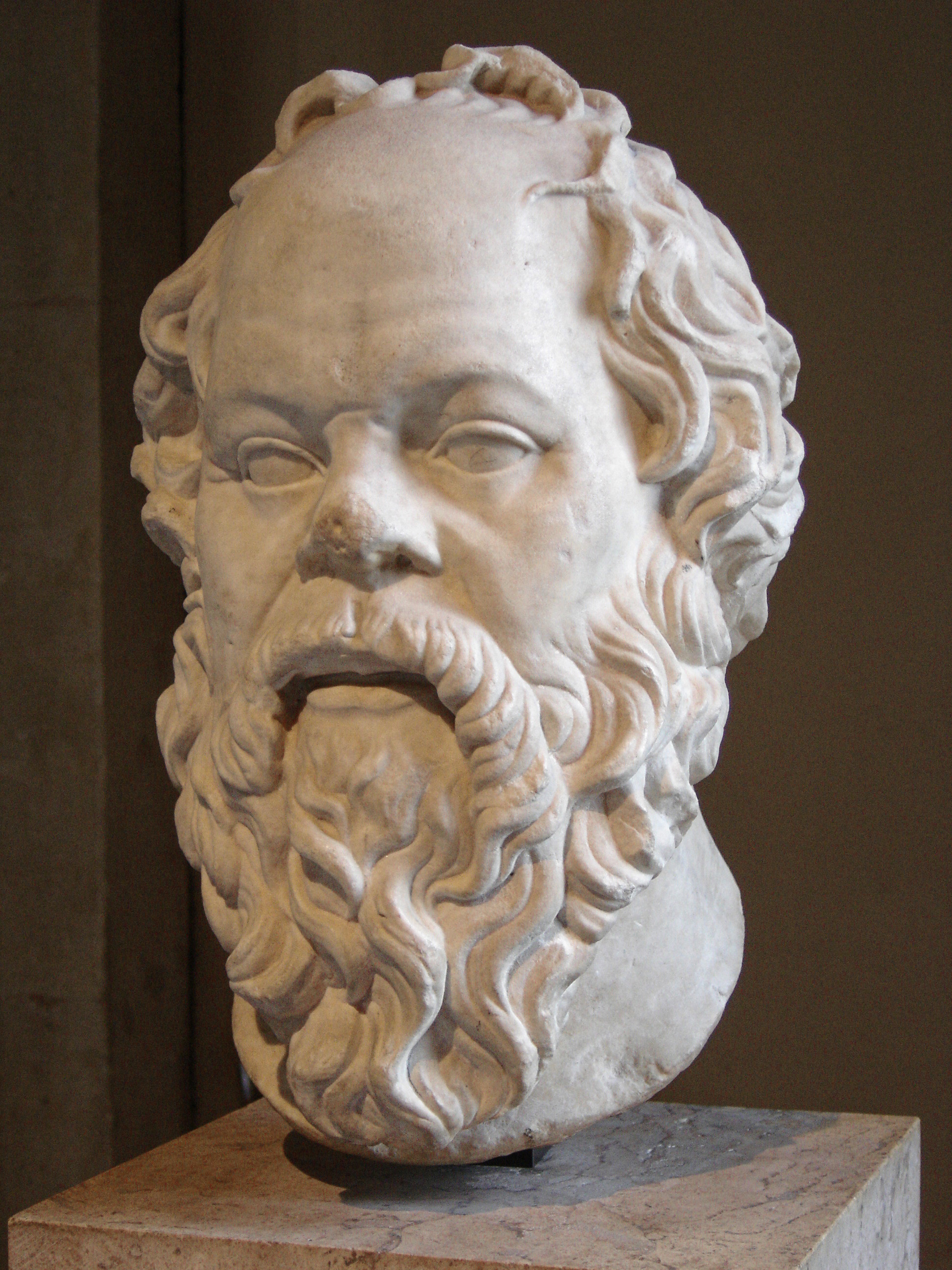
Анит был одним из обвинителей Сократа на суде, который приговорил философа к смерти.
Римская копия бюста Сократа авторства Лисиппа. Лувр.

В социальном и личном плане Анит был близок к кругу последователей Сократа. В частности, он является одним из собеседников Сократа в диалоге Платона «Менон», о советах Сократа Аниту писал Ксенофонт. После ссоры с философом Анит вместе с Мелетом и Ликоном в 399 году до н. э. обвинил философа в безбожии и развращении молодёжи. Анит был главным организатором и инициатором судебного преследования, Мелету отводилась роль официального обвинителя. Анит и Ликон выступили с дополнительными речами против Сократа в поддержку Мелета. Античные источники связывали такой разрыв с завистью, недовольством Анита критикой Сократа политиков и ремесленников. По одной из версий именно Анит написал обвинительную речь, которую на суде зачитал Мелет, по другой — автором речей Мелета и Анита был софист Поликрат. В двух позднеантичных источниках, у Диогена Лаэртского и Клавдия Элиана, написано, что именно Анит заказал Аристофану высмеивающую Сократа комедию «Облака». Данное утверждение не рассматривается историками всерьёз, так как произведение Аристофана было поставлено на сцене в 423 году до н. э., а суд над Сократом происходил почти через четверть века — в 399 году до н. э.
Современный учёный А. Хатцис считает, что причина обвинения Анитом Сократа была более глубокой. Сократ критиковал идею правления большинства и безграничный диктат демоса. Это не означало, что философ выступал против демократии. Напротив, он отстаивал верховенство принятого с соблюдением всех норм закона, а не сиюминутного мнения толпы на собраниях, которым постоянно манипулировали демагоги. Такая критика, естественно, не нравилась политикам демократической партии. Анит, как один из её лидеров, выступил на суде выразителем мнения всех демократов относительно «неудобного» философа.
Историк Э. Д. Фролов видит в поступке Анита сочетание идейных и межличностных противоречий с Сократом. Если предположить, что в своих действиях Анит руководствовался идеями приверженности демократии, то он мог увидеть в «чудаковатом» философе опасного врага. Многие переносили ответственность за постигшие Афины несчастья, не в последнюю очередь связанные с именами учеников Сократа Крития и Алкивиада, на самого философа. Межличностные противоречия, если верить Платону, возникли, когда Сократ критиковал выдающихся афинских политиков и «столпов демократии» Фемистокла, Аристида и Перикла за то, что те не смогли обучить своих сыновей добродетели. Возможно, даже сын Анита прислушивался к новому философскому учению, что приводило влиятельного политика в ярость.

## После суда над Сократом
Вскоре после казни Сократа настроение афинян, согласно Диогену Лаэртскому, переменилось. Граждане полиса раскаялись, что казнили одного из самых знаменитых сограждан: они закрыли палестры и гимнасии, осудили Мелета на смерть, а Анита — на изгнание. По одной из версий, этому поспособствовал самый верный и преданный ученик Сократа Антисфен. Через несколько дней после смерти учителя он встретил прибывших издалека юношей, которые хотели пообщаться с Сократом. Антисфен не только отвёл их к Аниту, но и с издёвкой заявил, что тот превзошёл Сократа как в уме, так и в добродетели. Этим он добился возмущения присутствующих, которое и привело к осуждению Мелета, Анита и других причастных лиц. Анит был вынужден переехать в Гераклею Понтийскую, откуда был также изгнан.
По свидетельству Ксенофонта, у Анита был сын, который пристрастился к выпивке и «стал ни на что негодным — ни для отечества, ни для друзей, ни для себя самого».
Версия об изгнании Анита противоречит информации из речи оратора Лисия «Против хлебных торговцев». В ней сказано, что Анит был хлебным приставом Афин 388/387 года до н. э. Также в этой речи Лисий вызывает Анита в качестве свидетеля. Возможно, хлебным приставом был тёзка обвинителя Сократа. В трактате Ксенофонта «Защита Сократа на суде» написано: «Анит, как вследствие скверного воспитания сына, так и по случаю своего собственного неразумия, даже и по смерти имеет дурную славу». На сопоставлении этих данных основана одна из гипотез даты написания сочинений Ксенофонта после 387 года до н. э..

## В культуре
Анит упомянут в «Скорбных элегиях» Овидия в образе злобного гонителя Сократа:
Даже если мой дух укрепить недюжинной силой,
Как у того, кто погиб, злобой Анита гоним
Анита также изображали в связанных с Сократом исторических произведениях и фильмах. В фильме «Сократ» 1991 года роль Анита исполнил актёр В. Ф. Степанов. Также Анит присутствует в книге Ю. Фанкина «Осуждение Сократа» и романе Мэри Рено «Последние капли вина». В историческом романе-детективе «Две смерти Сократа» Игнасио Гарсиа-Валиньо сюжет разворачивается вокруг смерти Анита, которого нашли мёртвым в публичном доме.
Анит является персонажем пьесы Эдварда Радзинского «Беседы с Сократом».